# Chessy-les-Prés
Chessy-les-Prés és un municipi francès situat al departament de l'Aube i a la regió del Gran Est. L'any 2007 tenia 523 habitants.

## Demografia

### Població
El 2007 la població de fet de Chessy-les-Prés era de 523 persones. Hi havia 213 famílies de les quals 55 eren unipersonals (4 homes vivint sols i 51 dones vivint soles), 79 parelles sense fills, 71 parelles amb fills i 8 famílies monoparentals amb fills.
La població ha evolucionat segons el següent gràfic:
Habitants censats

### Habitatges
El 2007 hi havia 295 habitatges, 216 eren l'habitatge principal de la família, 54 eren segones residències i 25 estaven desocupats. 288 eren cases i 1 era un apartament. Dels 216 habitatges principals, 187 estaven ocupats pels seus propietaris, 22 estaven llogats i ocupats pels llogaters i 8 estaven cedits a títol gratuït; 2 tenien una cambra, 10 en tenien dues, 36 en tenien tres, 67 en tenien quatre i 101 en tenien cinc o més. 156 habitatges disposaven pel capbaix d'una plaça de pàrquing. A 97 habitatges hi havia un automòbil i a 100 n'hi havia dos o més.

### Piràmide de població
La piràmide de població per edats i sexe el 2009 era:
| Homes | Edats   | Dones |
| ----- | ------- | ----- |
| 0     | 95 o +  | 0     |
| 0     | 90 a 94 | 4     |
| 8     | 85 a 89 | 12    |
| 0     | 80 a 84 | 4     |
| 12    | 75 a 79 | 24    |
| 16    | 70 a 74 | 24    |
| 8     | 65 a 69 | 12    |
| 20    | 60 a 64 | 8     |
| 8     | 55 a 59 | 4     |
| 12    | 50 a 54 | 20    |
| 32    | 45 a 49 | 12    |
| 24    | 40 a 44 | 28    |
| 16    | 35 a 39 | 32    |
| 8     | 30 a 34 | 12    |
| 0     | 25 a 29 | 0     |
| 16    | 20 a 24 | 4     |
| 24    | 15 a 19 | 36    |
| 20    | 10 a 14 | 28    |
| 16    | 5 a 9   | 20    |
| 4     | 0 a 4   | 12    |

## Economia
El 2007 la població en edat de treballar era de 315 persones, 222 eren actives i 93 eren inactives. De les 222 persones actives 196 estaven ocupades (119 homes i 77 dones) i 27 estaven aturades (10 homes i 17 dones). De les 93 persones inactives 40 estaven jubilades, 26 estaven estudiant i 27 estaven classificades com a «altres inactius».

### Ingressos
El 2009 a Chessy-les-Prés hi havia 215 unitats fiscals que integraven 524,5 persones, la mediana anual d'ingressos fiscals per persona era de 17.970 €.

### Activitats econòmiques
Dels 16 establiments que hi havia el 2007, 1 era d'una empresa extractiva, 2 d'empreses de fabricació d'altres productes industrials, 2 d'empreses de construcció, 2 d'empreses de comerç i reparació d'automòbils, 2 d'empreses d'hostatgeria i restauració, 1 d'una empresa d'informació i comunicació, 4 d'empreses de serveis i 2 d'empreses classificades com a «altres activitats de serveis».
Dels 9 establiments de servei als particulars que hi havia el 2009, 3 eren tallers de reparació d'automòbils i de material agrícola, 1 fusteria, 3 restaurants, 1 agència immobiliària i 1 saló de bellesa.
L'any 2000 a Chessy-les-Prés hi havia 20 explotacions agrícoles que ocupaven un total de 1.288 hectàrees.

## Equipaments sanitaris i escolars
El 2009 hi havia una escola elemental integrada dins d'un grup escolar amb les comunes properes formant una escola dispersa.

## Poblacions més properes
El següent diagrama mostra les poblacions més properes.